# گرلین
هورمون گرلین (به انگلیسی: ghrelin) یک هورمون پپتیدی می‌باشد که از ۲۸ اسیدآمینه تشکیل شده است و از سلولهای اپسیلون بخش درون‌ریز لوزالمعده ترشح می‌شود.
این هورمون، محرک احساس گرسنگی بوده و از سلول‌های طاق معده و سلول‌های اپسیلون در پانکراس ترشح می‌شود. غلظت این هورمون پیش از خوردن غذا افزایش و پس از آن، کاهش می‌یابد.
گیرنده‌های این هورمون در طیف گسترده‌ای از بافت‌ها از جمله هیپوفیز، معده، روده، لوزالمعده، تیموس، غدد جنسی، تیروئید و قلب وجود دارد و این تنوع گیرنده‌ها در بافت‌های گوناگون، نشان‌دهنده وظایف مختلف بیولوژیکی این هورمون است. هم‌چنین این هورمون، محرکی قوی برای ترشح هورمون رشد از هیپوفیز قدامی است.